# Zabierz mnie na koniec świata!...
Zabierz mnie na koniec świata!... (fr. Emmène-moi au bout du monde!...) – francuska powieść obyczajowa autorstwa Blaise'a Cendrarsa z 1956.
Główną bohaterką jest 79-letnia aktorka Teresa Eglantyna, która po wieloletniej przerwie wraca na deski jednego z paryskich teatrów niedługo po zakończeniu II wojny światowej. Trwają przygotowania do premiery, która ma być wielkim scenicznym triumfem Teresy. Sztuka opowiadać ma o zdeklasowanym społeczeństwie powojennym, które jest jednocześnie drugim, zbiorowym bohaterem powieści – są w nim obecni ludzie z marginesu społecznego, paserzy i wyrzutkowie. Kochankiem Teresy jest wulgarnie wytatuowany dezerter z Legii Cudzoziemskiej i właśnie do niego wypowiedziane są tytułowe słowa Zabierz mnie na koniec świata! Inni bohaterzy to m.in. nieśmiały krytyk (rzekomy syn Guya de Maupassanta), prezeska teatru (kadłubek zażywający pejotl), właściciel obskurnej restauracji, czy weteran wojenny handlujący z paserami.
Teresa świadomie prowokuje, demonstracyjnie obnosząc się ze swoją starością. Jest w teatralny sposób wulgarna i wyzywająca. Sama charakteryzuje się jako starucha żądna życia. Stanowi relikt początku XX wieku, który mimo dwóch wojen światowych pozostaje niezmieniony.
Niezależnie od wydarzeń w teatrze policja prowadzi śledztwo w sprawie zabójstwa właściciela restauracji, w której Teresa zwykła popijać absynt. W pewnym momencie podejrzenie w tej sprawie pada na nią.